# Campo Alegre (Hatillo)
Campo Alegre es un barrio ubicado en el municipio de Hatillo en el estado libre asociado de Puerto Rico. En el Censo de 2010 tenía una población de 5210 habitantes y una densidad poblacional de 433,81 personas por km².

## Geografía
Campo Alegre se encuentra ubicado en las coordenadas 18°24′54″N 66°46′49″O / 18.41500, -66.78028. Según la Oficina del Censo de los Estados Unidos, Campo Alegre tiene una superficie total de 12.01 km², de la cual 11.98 km² corresponden a tierra firme y (0.24%) 0.03 km² es agua.

## Demografía
Según el censo de 2010, había 5210 personas residiendo en Campo Alegre. La densidad de población era de 433,81 hab./km². De los 5210 habitantes, Campo Alegre estaba compuesto por el 85.8% blancos, el 4.55% eran afroamericanos, el 0.17% eran amerindios, el 0.19% eran asiáticos, el 7.43% eran de otras razas y el 1.86% pertenecían a dos o más razas. Del total de la población el 99.4% eran hispanos o latinos de cualquier raza.